# FC Kommoenalnik Slonim
FC Kommunalnik Slonim (Wit-Russisch: ФК Камунальнік Слонім) is een Wit-Russische voetbalclub uit Slonim in de oblast Hrodna.
De club werd in 1969 opgericht en speelde tot 1992 in de regionale competitie van de oblast. Toen werd de club op het derde niveau ingedeeld waar het meteen promoveerde naar de Pershaya Liha. De club speelde drie jaar in de Opperste Liga.  

## Erelijst
- Pershaya Liha: 1999

## Historische namen
- 1969: Start Slonim
- 1992: Albertin Slonim
- 1994: KPF Slonim
- 1996: Kommunalnik Slonim